# Hans Olsson (esquiador)
Hans Anders Olsson (Mora, 27 de agosto de 1984) es un deportista sueco que compite en esquí alpino.
Ganó dos medallas en el Campeonato Mundial de Esquí Alpino, plata en 2007 y bronce en 2011, ambas en la prueba de equipo mixto. En la Copa del Mundo consiguió dos podios en total.

## Palmarés internacional
| Campeonato Mundial | Campeonato Mundial                | Campeonato Mundial | Campeonato Mundial |
| Año                | Lugar                             | Medalla            | Prueba             |
| ------------------ | --------------------------------- | ------------------ | ------------------ |
| 2007               | Åre (Suecia)                      | Medalla de plata   | Equipo mixto       |
| 2011               | Garmisch-Partenkirchen (Alemania) | Medalla de bronce  | Equipo mixto       |